# Wallstreet (Kletterroute)
Die Wallstreet in der Fränkischen Schweiz war weltweit die erste Kletterroute, die mit dem Schwierigkeitsgrad XI- bewertet wurde. Die Tour am Krottenseer Turm (im Krottenseer Forst bei Neuhaus an der Pegnitz) wurde 1987 von Wolfgang Güllich erstbegangen (Rotpunkt).
Die ursprüngliche Route war mit X+ bewertet. Da jedoch Kletterer, die eine Wiederholungsbegehung versuchten, einen der Griffe (Fingerloch) vergrößert hatten (ob versehentlich oder absichtlich, um sich so einen Vorteil zu verschaffen, konnte nie geklärt werden), zementierte Wolfgang Güllich dieses Loch komplett zu und kletterte diese schwierigere Route nochmals. Erst durch diese Veränderung gegenüber dem natürlichen Zustand entstand der höhere Schwierigkeitsgrad. Die erste Wiederholung der etwa 25 m langen Route gelang Guido Köstermeyer 1989. Die erste Damenbegehung erfolgte im Juni 2014 durch Mélissa Le Nevé.